# Paweł Janas
Paweł Janas [ˈpavɛw ˈjanas] (* 4. März 1953 in Pabianice) ist ein polnischer Fußballtrainer und ehemaliger Fußballspieler.

## Karriere

### Spieler
Janas war während seiner aktiven Laufbahn Innenverteidiger von 1974 bis 1977 bei Widzew Łódź. 1978 wechselte er zu Legia Warschau. Bei Legia Warschau wurde er Nationalspieler (insgesamt bestritt er 53 Länderspiele) und nahm an der Fußball-Weltmeisterschaft 1982 in Spanien teil, wo die Polnische Fußballnationalmannschaft Dritter wurde. Nach der WM ging er nach Frankreich zu AJ Auxerre und spielte dort bis 1986. Im gleichen Jahr wurde er zum besten ausländischen Spieler der französischen Liga gewählt. Anschließend kehrte er zu Legia Warschau zurück, wo er bis zum Ende seiner Karriere 1988 spielte.

### Trainer
Sein Sportlehrerdiplom machte er an der Sporthochschule in Warschau und wurde gleich nach Beendigung seiner aktiven Laufbahn Assistenztrainer bei Legia Warschau. 1990 ging er als Trainer zum polnischen Fußballverband. Zunächst als Assistenztrainer der Juniorennationalelf, dann als Assistent der Olympiaelf, die bei den Olympischen Spielen 1992 in Barcelona die Silbermedaille gewann. Nach der Olympiade ging der erfolgreiche Trainer der Auswahl Janusz Wójcik zu Legia Warschau und nahm Janas als Assistenten mit. 1993 übernahm er Legia Warschau dann als Cheftrainer und 1994 und 1995 zweimal hintereinander polnischer Meister. Sein größter internationaler Erfolg war das Erreichen des Viertelfinales der UEFA Champions League 1995/1996 mit Legia. Nach dieser Saison wurde er Trainer der Olympiaauswahl, konnte sich jedoch nicht für die Olympischen Spiele 2000 in Sydney qualifizieren. Als dies bereits 1999 feststand, wechselte er als Manager zum polnischen Erstligaclub Amica Wronki. 2001 übernahm er diesen Verein als Trainer.
Im Dezember 2002 löste er überraschend Zbigniew Boniek als Nationaltrainer ab, konnte sich jedoch nicht für die Fußball-Europameisterschaft 2004 in Portugal qualifizieren. Dennoch blieb er Nationaltrainer und qualifizierte sich mit seiner Mannschaft für die Fußball-Weltmeisterschaft 2006 in Deutschland. Kontrovers wurde in Polen seine Entscheidung diskutiert, bei der WM auf den bisherigen Stammtorhüter Jerzy Dudek und den beliebten Stürmer Tomasz Frankowski zu verzichten. Nach dem für Polen enttäuschenden Ausscheiden bei der WM 2006 (Aus in der Vorrunde) wurde Janas durch den niederländischen Trainer Leo Beenhakker ersetzt.
Danach war er ab 2008 Trainer einiger polnischer Vereine in der Ekstraklasa (GKS Bełchatów, Widzew Łódź, Polonia Warschau, Lechia Gdańsk).

## Erfolge

### Spieler
- Polnischer Pokalsieger (1980, 1981)
- WM-Dritter (1982)
- Bester Ausländischer Spieler der Ligue 1 (1986)

### Trainer
- Polnischer Meister (1994, 1995)
- Polnischer Pokalsieger (1994, 1995)
- Polnischer Supercupsieger (1994)
- Polens Trainer des Jahres (1994, 1995, 2004, 2005)
- WM-Teilnahme (2006)